# Grad sexagesimal
Un grad sexagesimal, numit de obicei, simplu, grad, având simbolul °, este o unitate de măsură pentru măsura unui unghi plan. Un grad sexagesimal este 1/360 din măsura unghiului în jurul unui punct (simplist spus, 1/360 dintr-un cerc) sau, echivalent, 1/90 din măsura unui unghi drept.
Este egal cu {\displaystyle {\frac {\pi }{180}}} radiani.
Gradul sexagesimal se divide în 60 de minute de arc, având simbolul ′ (simbolul se numește prim). Un minut de arc este împărțit în 60 de secunde de arc, având simbolul ′′ (simbolul se numește secund). Așadar, unghiul în jurul unui punct („cercul”) are 360°=21600‘=1.296.000“.